# Saint-Bresson (Haute-Saône)
Saint-Bresson is een gemeente in het Franse departement Haute-Saône (regio Bourgogne-Franche-Comté) en telt 466 inwoners (2011). De plaats maakt deel uit van het arrondissement Lure.

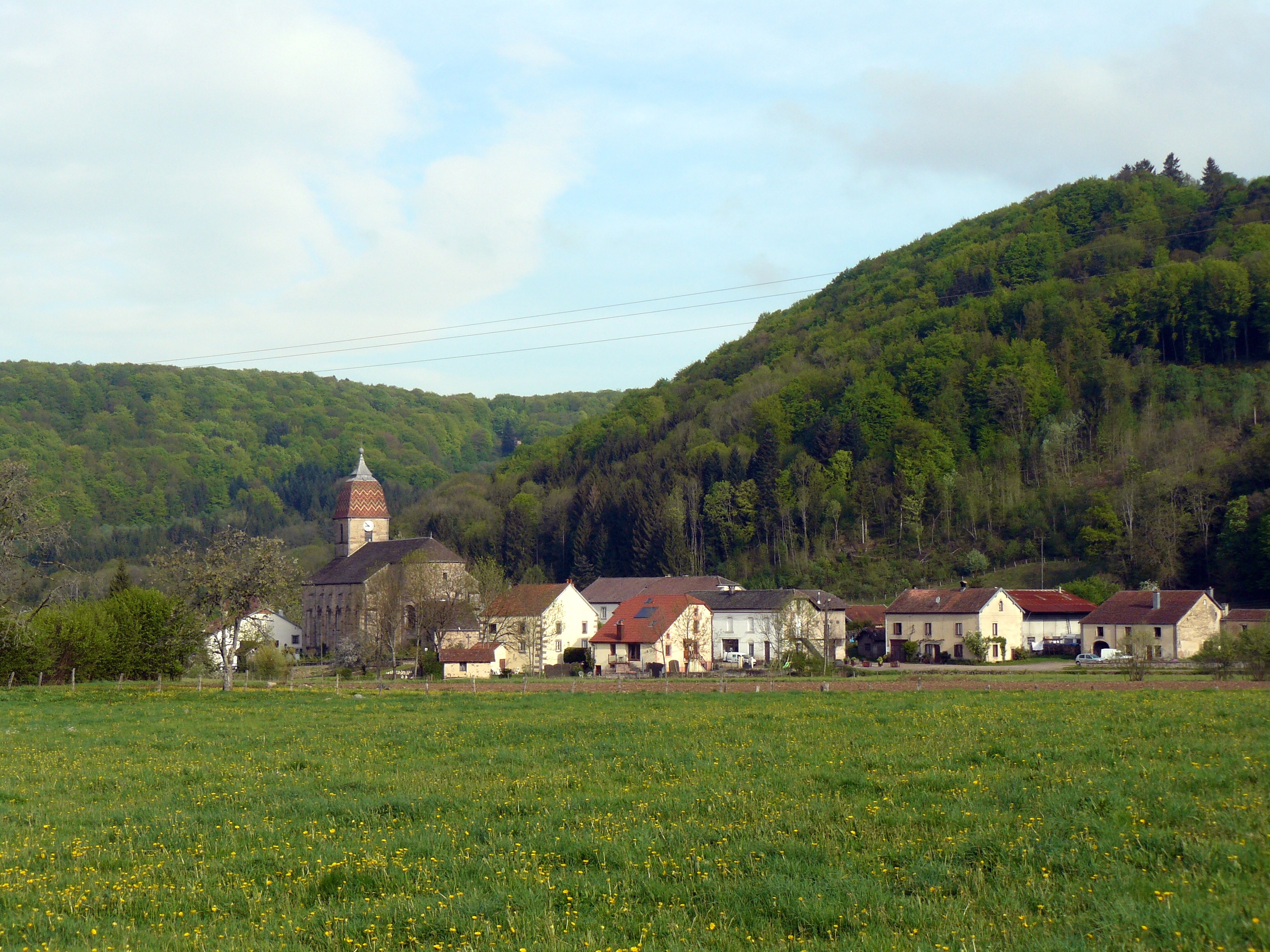
Saint-Bresson
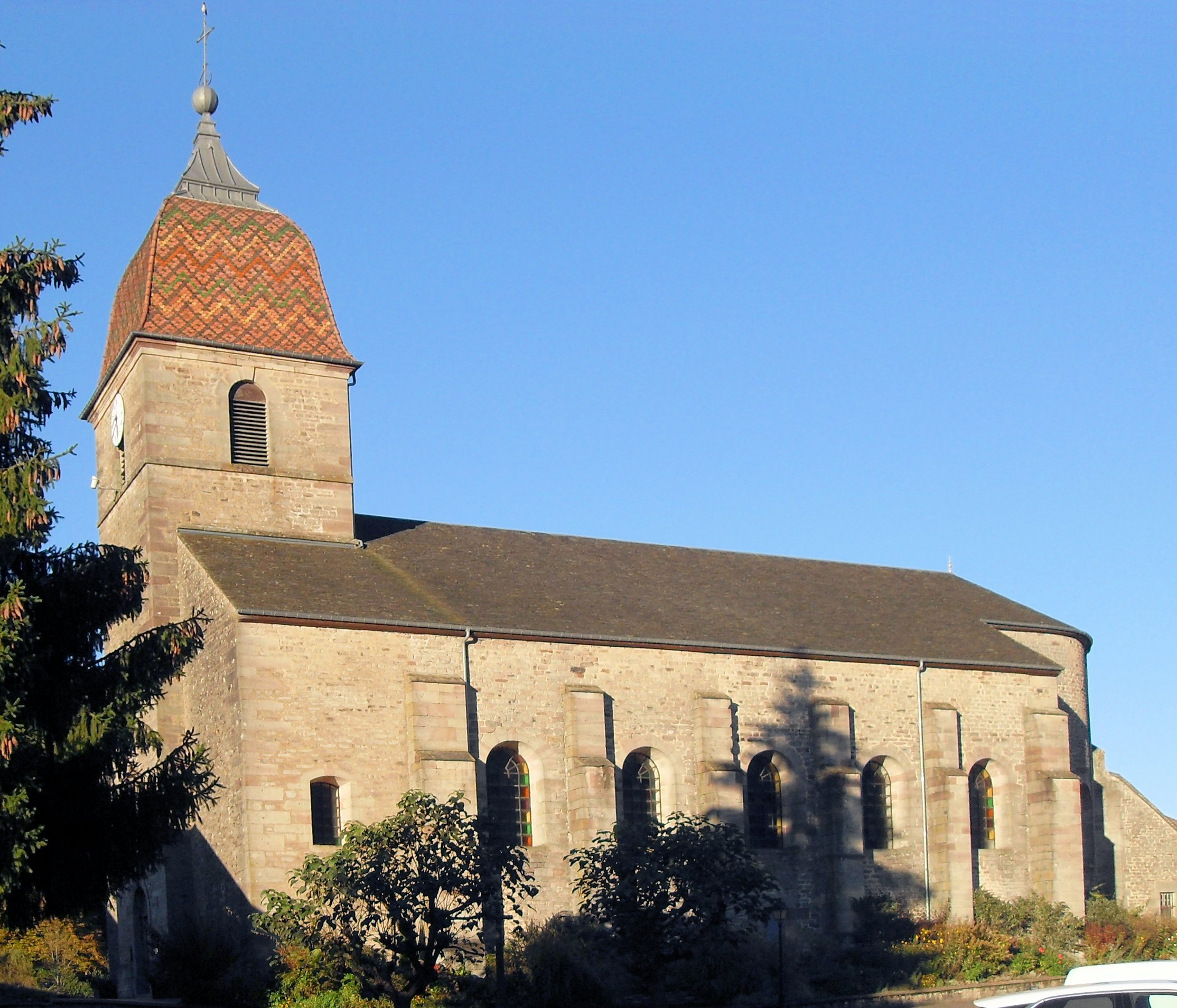
Kerk Saint-Brice
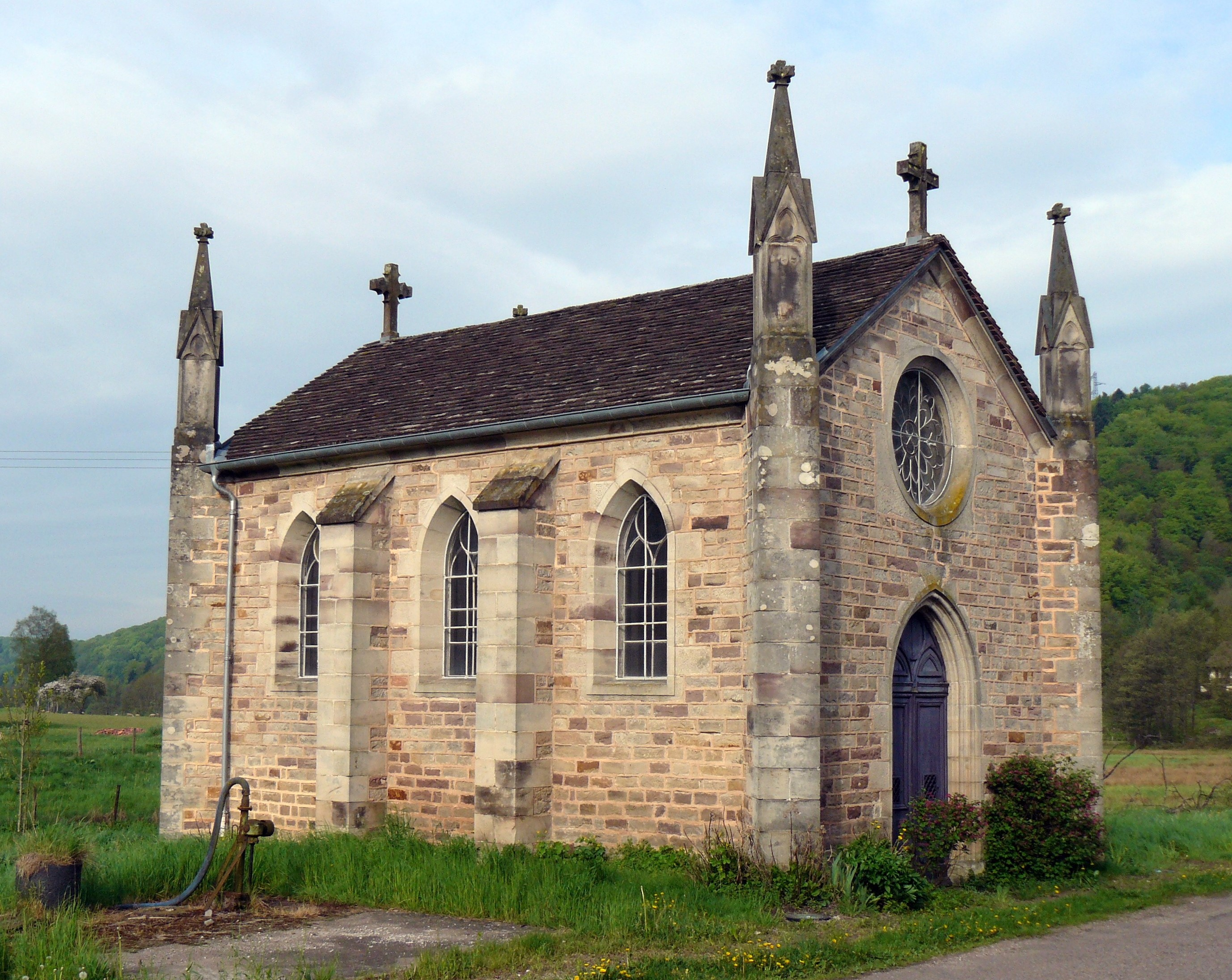

## Geografie
De oppervlakte van Saint-Bresson bedraagt 26,5 km², de bevolkingsdichtheid is 17,6 inwoners per km².
De onderstaande kaart toont de ligging van Saint-Bresson (Haute-Saône) met de belangrijkste infrastructuur en aangrenzende gemeenten.

## Demografie
Onderstaande figuur toont het verloop van het inwonertal (bron: INSEE-tellingen).